# Morrisville, New York
Morrisville är en ort (village) i kommunen Eaton i Madison County i delstaten New York. Vid 2010 års folkräkning hade Morrisville 2 199 invånare.